# Pfalz D.XII
A Pfalz D.XII együléses, kétfedelű német vadászrepülőgép volt az első világháborúban.

## Története
Az első világháború végén, 1918 júniusában kezdték gyártását, a harctereken csak szeptemberben jelent meg. Nagyon hasonlított a Fokker D VII-es modellhez, nemcsak megjelenésében, de kiváló repülési tulajdonságaiban is. Mégis kevésbé ismert, mint a Fokker, mivel a Pfalz repülőgépgyár egyrészt kisebb volt, másfelől kevesebb is készült belőle. A pilóták azonnal megszerették, a földi személyzet viszont nem igazán kedvelte, mivel a korábbi modelleknél több karbantartást igényelt. A szakértők szerint ha a háború tovább tart, legalább olyan hírnévre tehetett volna szert, mint a Fokker D VII-es.

## Alkalmazók
- Német Birodalom
- Lengyelország